# Thomas Dooley
Thomas „Tom“ Dooley (* 12. Mai 1961 in Bechhofen, Rheinland-Pfalz) ist ein ehemaliger deutschamerikanischer Fußballspieler und heutiger -trainer sowie Sachbuchautor.

## Sportliche Laufbahn

### Vereinskarriere
In der Jugend spielte Dooley zunächst für den TuS Eintracht 1912 Bechhofen und kam dort bis 1979, das Jahr seines 18. Geburtstages, ebenso bereits im Männerteam in der Kreisliga zum Einsatz. Es folgten Stationen bei den Oberliga-Vereinen TuS Landstuhl und FK Pirmasens. In der Bundesliga bestritt Dooley für den FC 08 Homburg (31 Spiele in der Oberliga – 16 Tore, 74 Spiele in der 2. Bundesliga – 18 Tore, 48 Bundesligaspiele – zwei Tore), den 1. FC Kaiserslautern, Bayer 04 Leverkusen und den FC Schalke 04 199 Spiele und erzielte 20 Tore. Weiterhin spielte er in der Major League Soccer bei Columbus Crew und gemeinsam mit Lothar Matthäus bei den NY/NJ MetroStars.
Mit Kaiserslautern wurde er 1990 Deutscher Pokalsieger und 1991 Deutscher Meister. Nach der Fußball-WM 1994 schloss er sich Bayer Leverkusen an und mit dem FC Schalke, zu dem er ein Jahr später wechselte, gewann er 1997 den UEFA-Pokal.

### Auswahleinsätze
1993 spielte er beim U.S. Cup für die Vereinigten Staaten und erzielte zwei Tore bei der 3:4-Niederlage gegen Deutschland. Für die US-Nationalelf nahm er an den Weltmeisterschaften 1994 und 1998 teil. Insgesamt bestritt Dooley 81 Länderspiele für die USA und erzielte dabei sieben Tore. Bei der Fußball-Weltmeisterschaft 1998 war er Kapitän der Mannschaft. Erstmals hatte er diese Funktion innerhalb der Mannschaft beim Länderspiel gegen Ecuador im August 1997 ausgeübt.

## Weiterer Werdegang
In den Jahren 2002 und 2003 war Dooley für kurze Zeit beim 1. FC Saarbrücken als Trainer und Sportdirektor beschäftigt. Zusammen mit Christian Titz und seinem Bruder Steven Dooley gründete er 2002 die Dooley Soccer University. Seit 2005 ist er Eigentümer des Fußballklubs „Orange County Kings“ in Laguna Niguel, Kalifornien.
Im Mai 2006 veranstaltete er in Los Angeles ein internationales Turnier im Fußballtennis, das die Brasilianer gewannen. Mannschaften aus acht Ländern, die hauptsächlich aus bekannten Fußballern zusammengestellt wurden, nahmen an diesem Turnier teil. Das Turnier sollte vor allem als Auftakt der Fußballtennis-Offensive in den USA dienen.
Im August 2011 wurde Dooley bei der Premiere von Jürgen Klinsmann als Nationaltrainer der Fußballnationalmannschaft der Vereinigten Staaten in dessen vorläufiges Co-Trainerteam berufen. Von Februar 2014 bis März 2018 war Dooley Chef-Trainer der philippinischen Nationalmannschaft. Von Januar 2021 bis März 2021 war er Trainer des Sri Pahang Football Club in Malaysia. Seit Mai 2022 ist er erneut Trainer der philippinischen Nationalmannschaft.

## Erfolge
Nationale Vereinswettbewerbe
- 1× Deutscher Meister mit dem 1. FC Kaiserslautern (1991)
- 1× DFB-Pokal-Sieger mit dem 1. FC Kaiserslautern (1990)

Internationale Vereinswettbewerbe
- 1× UEFA-Pokal-Sieger mit Schalke 04 (1997)[9]

## Trivia
Dooley ist Sohn eines US-amerikanischen Soldaten und einer deutschen Mutter. Im Vorfeld der Fußball-Weltmeisterschaft 1994 in den USA bot ihm der US-amerikanische Fußballverband an, für die Nationalmannschaft der USA zu spielen. Dooley nahm daraufhin erneut, denn bis 1974 hatte er sie bereits besessen, auch die US-Staatsbürgerschaft an und behielt weiterhin die deutsche.

## Bücher
Dooley ist gemeinsam mit Christian Titz Autor von mehreren Büchern, die teilweise auch in englischer Sprache erschienen sind:
- Fußball – Dribbeln und Finten, 2010, Meyer & Meyer Sport, ISBN 3-89899-558-5
- Fußball – Passen und Ballkontrolle, Aachen: Meyer & Meyer, 2010, ISBN 3-89899-557-7
- Fußball – Torwarttraining, Aachen: Meyer & Meyer, 2010, ISBN 3-89899-628-X
- Fußball – Das 4-4-2-System, Aachen: Meyer & Meyer, 2010, ISBN 3-89899-629-8
- Fußball – Standardsituationen erfolgreich umsetzen, Aachen: Meyer & Meyer, 2011, ISBN 978-3-89899-649-5
- Fußball – Perfekte Schusstechniken, Aachen: Meyer & Meyer, 2011, ISBN 978-3-89899-689-1